# Butterflies
Pour les articles homonymes, voir Butterfly.
Singles de Michael Jackson
Cry
(2001) One More Chance
(2003)
Pistes de Invincible
You Rock My World
(6) Speechless
(8)
Butterflies est une chanson de Michael Jackson qui apparaît en piste 7 de l'album Invincible. La chanson est le 3e et dernier titre de l'album à avoir été extrait en single en 2001. Le single n'est pas sorti en France, il est seulement sorti aux États-Unis pour les stations de radio. 
Butterflies est entré dans le Top 20 américain et est même monté à la deuxième place du classement R'n'B. Il existe un remix du titre avec la rappeuse Eve (diffusé uniquement à la radio aux États-Unis).
Butterflies est un titre composé par Marsha Ambrosius, sur un thème amoureux, alors qu'elle n'avait que 20 ans.

## Crédits
- Écrit et Composé par Andre Harris et Marsha Ambrosius
- Produit par Michael Jackson et Andre Harris
- Voix : Michael Jackson
- Chœurs : Michael Jackson et Marsha Ambrosius
- Instruments : Andre Harris
- Cuivres : Norman Jeff Bradshaw et Matt Cappy
- Enregistré par Andre Harris et Bruce Swedien
- Ingénieur assistant : Vidal Davis
- Mixé par Bruce Rammkisoon

## Pistes du single
1. Butterflies  (4:40)

12" Promo EAS 56719
1. Master Mix (Feat. Eve)
2. Michael A Cappella
3. Eve A Cappella
4. Instrumental